# محمد سعيد الحبسي
محمد سعيد الحبسي هو لاعب كرة قدم عماني، ولد في 14 مايو 1994 في ولاية المضيبي في سلطنة عمان. شارك مع منتخب عمان لكرة القدم. أما مع النوادي، فقد لعب مع نادي مسقط.

## وصلات خارجية
- محمد سعيد الحبسي على موقع قاعدة بيانات كرة القدم.إي يو (الإنجليزية)
- محمد سعيد الحبسي على موقع Soccerway.com (الإنجليزية)
- محمد سعيد الحبسي على موقع كووورة